# Sultan Bathery
Sultan Bathery, anteriormente conocida como Sultan's Battery o Ganapathyvattam.Es una ciudad y municipio del distrito de Wayanad, en Kerala (India). Su nombre actual deriva del Tipu Sultánde Mysore, que corresponde al templo abandonado de Jain, utilizado en el siglo XVIII como su batería. De ahí el nombre del sultán de ésta.
Sultan Bathery tiene una gran población de colonos. Hay gente de casi todas las partes de Kerala que emigraron a esta tierra fértil para la construcción de su población. Una tercera parte de la población de Sultan Bathery está compuesta por musulmanes, pero principalmente de hindúes. Por otro lado, en las últimas décadas se ha visto una creciente marginación de los pueblos indígenas locales.

## Historia
Sultan Bathery es un lugar histórico y su historia va en sintonía con la de Wayanad. La historia registrada de este distrito existe solo desde el siglo X en adelante. En 930 d. C., el emperador Erayappa de la dinastía Ganga condujo a sus tropas al suroeste de Mysore y después de la conquista, lo llamó Bayalnad, que significa la tierra de los pantanos. Después de Erayappa, sus hijos Rachamalla y Battunga lucharon entre sí por el nuevo reino del legado de su padre. Rachamalla fue asesinado y Battunga se convirtió en el gobernante indiscutible de Bayalnad. En el siglo XII, los Gangas fueron destronados de Bayalnad por la dinastía Kadamba de North Canara. En 1104 AD Vishnuvardhana de Hoysala invadió Bayalnad seguido de la dinastía Vijayanagara en el siglo XVI. En 1610 AD Udaiyar Raja Wadiyar de Mysore expulsó a Vijayanagara General y se convirtió en el gobernante de Bayalnad y Nilgiris. Bayalnad es el presente Wayanad. Cuando Wayanad estaba bajo la regla de Hyder Ali, se inventó el camino del ghat desde Vythiri a Thamarassery, entonces los gobernantes británicos desarrollaron esta ruta hacia la carretera de cárter.

## Educación
En comparación con otros distritos de Kerala, las instituciones que ofrecen educación superior están limitadas en Wayanad. Una de las universidades más antiguas de Wayanad es St. Mary's College, Sultan Bathery, establecida en 1965. Este colegio de artes y ciencias está afiliado a la Universidad de Calicut. Otro colegio de artes y ciencias ubicado en Sultan Bathery es Don Bosco College. El Colegio Pazhassi Raja, Pulpally, establecido en 1982, es otro importante colegio ubicado cerca. Government Engineering College ubicado en Mananthavady es la facultad de ingeniería más cercana, está afiliado a la Universidad de Kannur.

## Clima
Sultan Bathery tiene un clima saludable. La precipitación promedio en esta área es de 2322 mm anuales de lluvia. Vientos de alta velocidad son comunes durante el monzón del suroeste y los vientos secos soplan entre marzo y abril. En las regiones de gran altitud se deja sentir un frío intenso.

### Precipitaciones mensuales
| Mes                   | Ene  | Feb  | Mar  | Abr   | May  | Jun   | Jul   | Ago | Sep   | Oct   | Nov  | Dic |
| Precipitaciones en mm | 13.6 | 13.6 | 13.3 | 118.1 | 58.4 | 607.9 | 378.1 | 626 | 249.9 | 122.4 | 43.3 | 1   |

## Turismo
Sultan Bathery es un centro económico importante en Wayanad. Incluye centros comerciales, donde se venden textiles, electrodomésticos, electrónica, electricidad, materiales de construcción, papelería, productos agrícolas y forestales, metales pesados, automóviles e hipermercados. Mint Mall es su centro comercial más grande y  fue inaugurado en el 2023.
Se le atribuye ser la ciudad más limpia de Kerala y es conocida por sus actividades turísticas y comerciales. Las cuevas prehistóricas, los senderos selváticos, los arroyos y ríos y la exuberante vegetación de las colinas onduladas atraen a muchos turistas a la región cada año.

## Galería

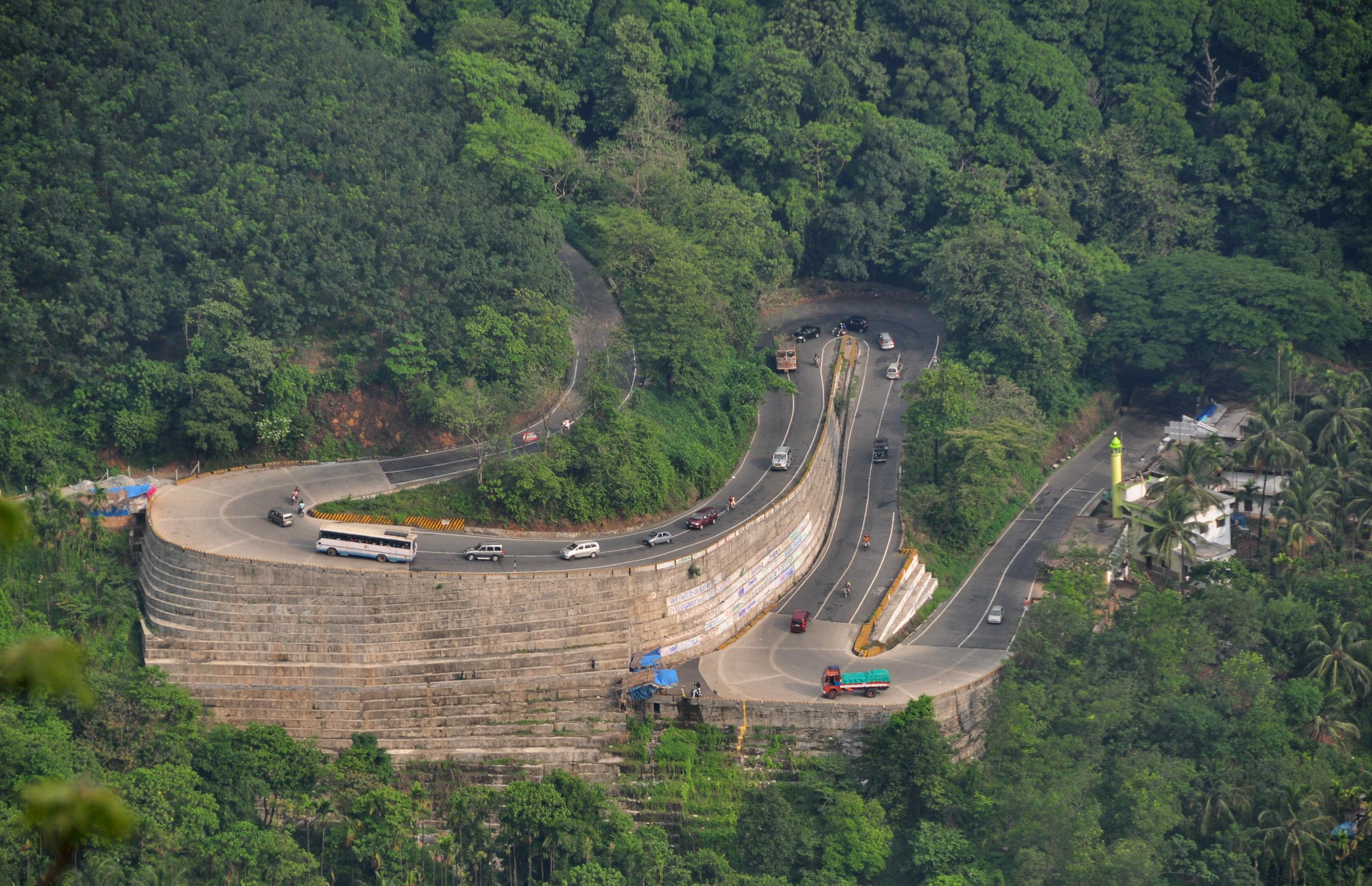
Carretera Ghat
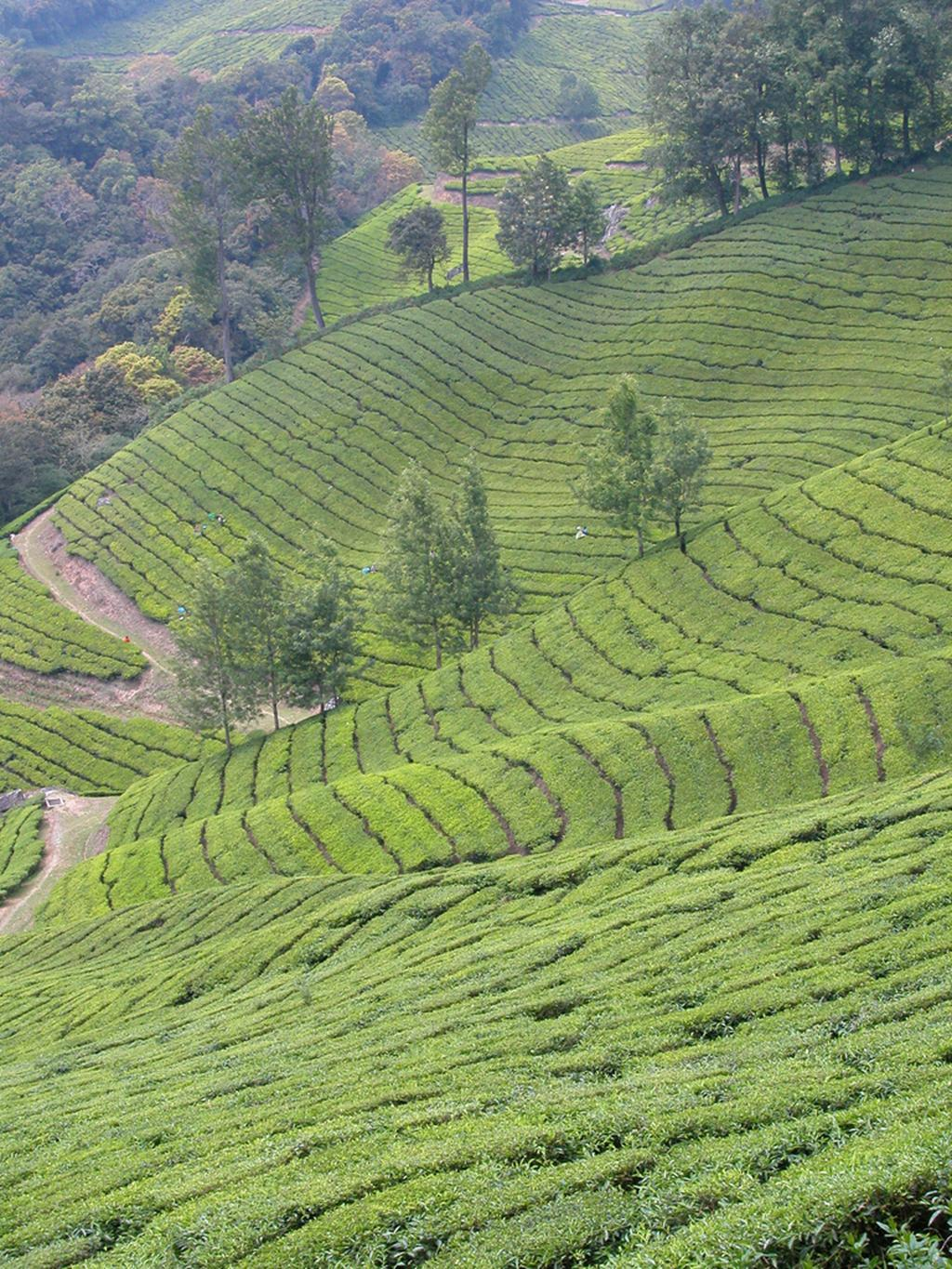
Vía principal
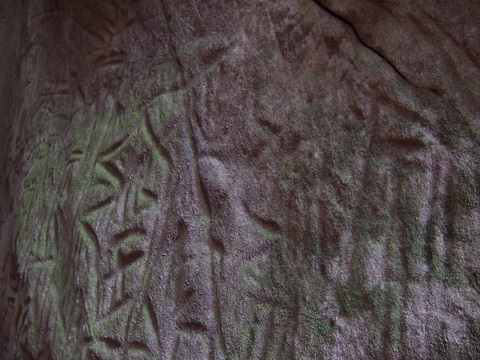
Pinturas rupestres 3.000 a. C.
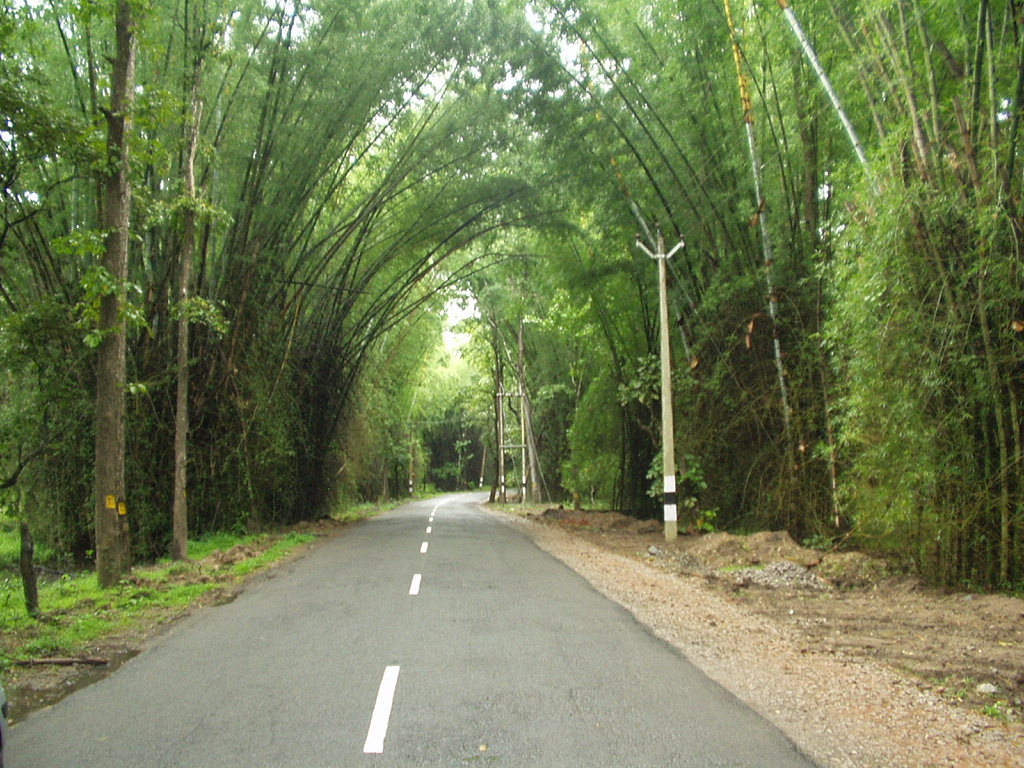
Flora
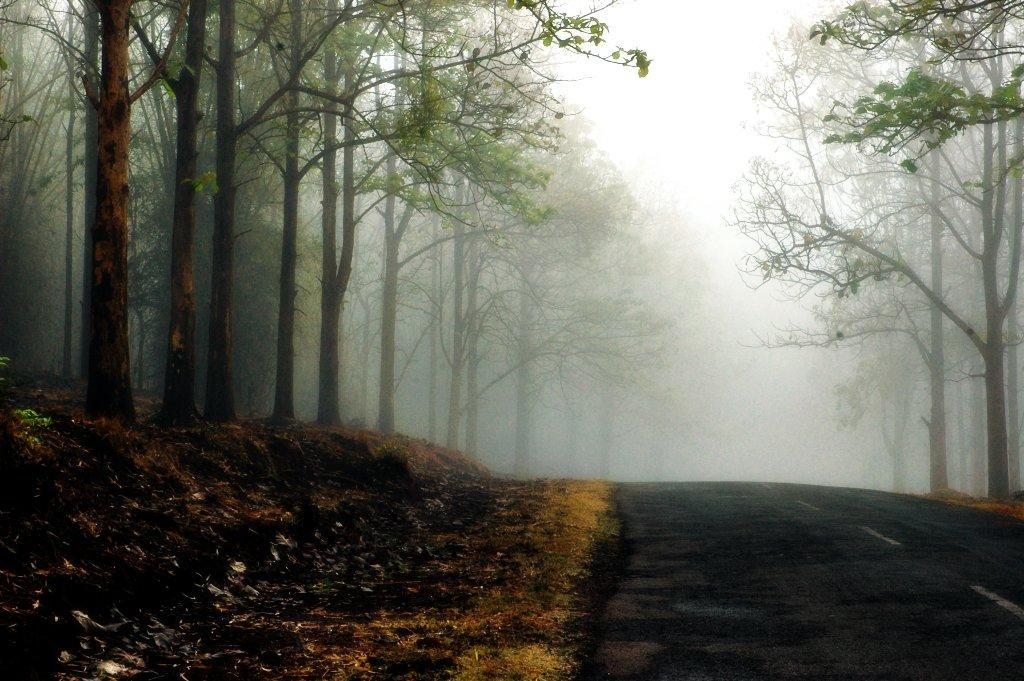
Clima
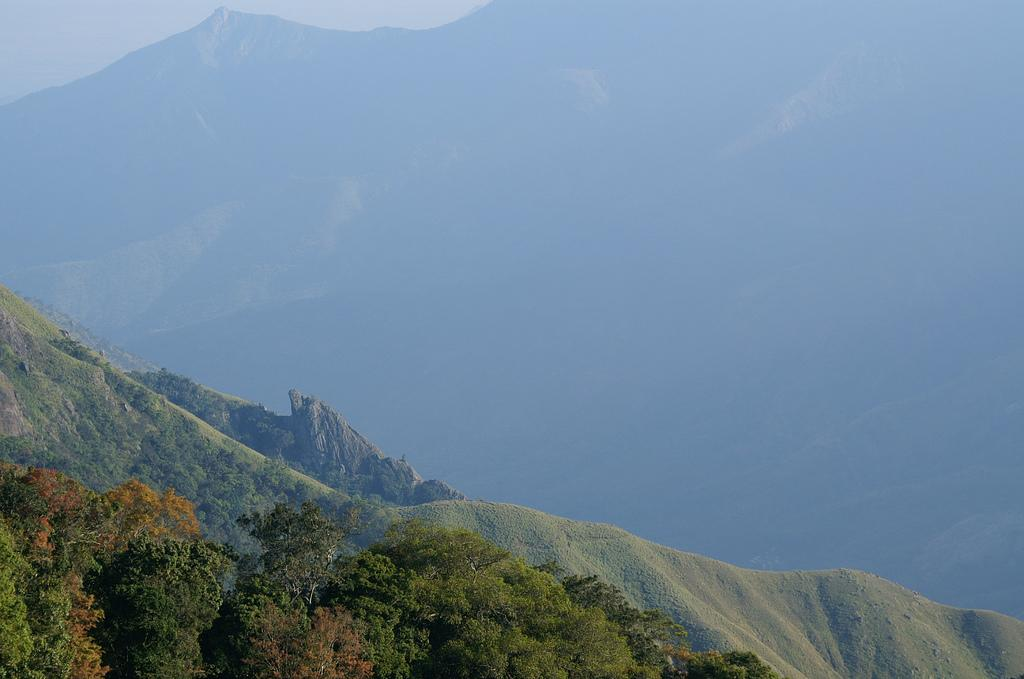
Montaña
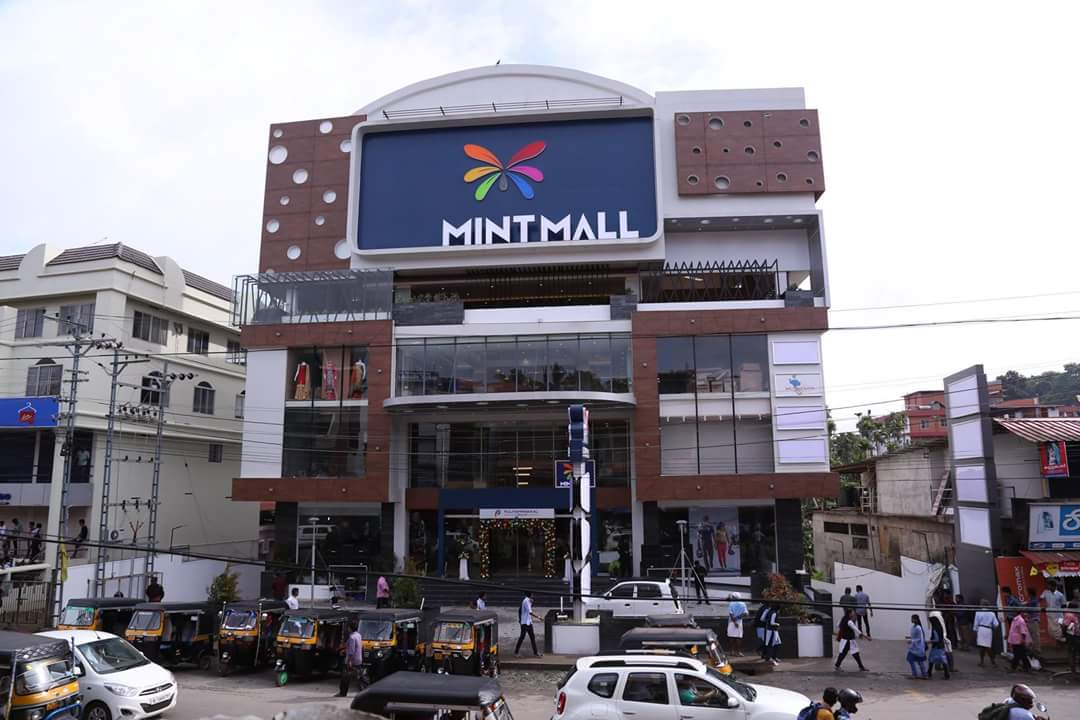
Mint Mall

1. ↑  Worldpostalcodes.org,código postal n.º 673592.
2. ↑  «Historia de Sultan Bathery» (en hindi).
3. ↑  «Copia archivada». Archivado desde el original el 13 de octubre de 2011. Consultado el 14 de octubre de 2011.
4. ↑  Nair, Susheela (28 de agosto de 2023). «Sulthan Bathery: The journey from an ammunition depot to Kerala’s cleanest town». The News Minute (en inglés). Consultado el 8 de junio de 2024.

- Datos: Q738187
- Multimedia: Sultan Bathery / Q738187